# Marco Antonio Amulio
Marco Antonio Amulio (ur. 12 lutego 1506 w Wenecji, zm. 17 marca 1572 w Rzymie) – włoski kardynał.

## Życiorys
Urodził się 12 lutego 1506 roku w Wenecji, jako jedno z siedmiorga dzieci Francesca di Alvise Amulia i Laury Michiel. Początkowo studiował nauki humanistyczne w rodzinnym mieście, a następnie prawo na Uniwersytecie Padewskim, z którego uzyskał doktorat. Początkowo był ambasadorem weneckim na dworze cesarza Karola V, a następnie przy Stolicy Piotrowej. Papież chciał zatwierdzić Amulio jako biskupa Werony, jednakże Republika Wenecka stanowczo sprzeciwiła się tej nominacji. 26 lutego 1561 roku został kreowany kardynałem diakonem i otrzymał diakonię S. Marcello. 17 marca przyjął święcenia kapłańskie i został podniesiony do rangi kardynała prezbitera (z tym samym kościołem tytularnym). 23 listopada 1562 roku został biskupem Rieti. Uczestniczył w soborze trydenckim, a w latach 1565–1572 był Bibliotekarzem Kościoła Rzymskiego. Zmarł 17 marca 1572 roku w Rzymie.